# Ritsumasyl
Ritsumasyl (en néerlandais : Ritsumazijl) est un village de la commune néerlandaise de Waadhoeke, dans la province de Frise.

## Géographie
Le village est situé à l'ouest de Leeuwarden, entre Deinum et Marsum.

## Histoire
Ritsumasyl fait partie de la commune de Menameradiel avant le 1er janvier 2018, où celle-ci est supprimée et fusionnée avec Franekeradeel, Het Bildt et une partie de Littenseradiel pour former la nouvelle commune de Waadhoeke.